# Валево (Кјети)
Валево је насеље у Италији у округу Кјети, региону Абруцо.
Према процени из 2011. у насељу је живело 229 становника. Насеље се налази на надморској висини од 21 м.